# Mahishya
Los Mahishya (IAST: Māhiṣya) son una casta hindú bengalí tradicionalmente agraria e históricamente guerrera, y constituyeron la casta más grande en la Bengala indivisa. Los Mahishya eran, y siguen siendo, una casta extremadamente diversa que abarca todas las clases posibles en términos de condiciones materiales y rango. La comunidad tiene una historia de significativa influencia agraria, económica y política en Bengala.

## Origen, epigrafía y textos
La inscripción en placa de cobre de Kalaikuri-Sultanpur de 440 CE saca a la luz la presencia de Kaivartaśarman, un Brahmin Kuṭumbin (terrateniente campesino), en la asamblea local (adhikaraṇa) en Varendra del período Gupta.

### Smritis, Puranas y textos medievales
Según algunas escrituras hindúes como el Yājñavalkya Smṛti y el Gautama Dharmasutra, los Mahishya son descritos como originarios de la unión de un padre Kshatriya y una madre Vaishya, un linaje a menudo considerado favorable en textos tradicionales. El Brahma Vaivarta Purana, que describe varias castas mixtas, también asigna un origen similar (padre Kshatriya y madre Vaishya) a los Kaivarta, un término asociado históricamente con los Mahishya que practicaban la agricultura. Este linaje, que involucra padres de varnas tradicionalmente más altos, es distinto de otros orígenes mixtos descritos en los textos. El término 'Mahishya' está asociado con este origen escritural específico, distinguiendo a la comunidad de grupos como los Jalia Kaibarta, que están asociados con diferentes orígenes y ocupaciones y se dedicaban tradicionalmente a la pesca.
El texto de finales del siglo XVI Chandimangal mencionaba un tipo de Dāsas, que eran cultivadores. El término 'Chasi-Kaibarta' apareció por primera vez en el Annada Mangal de Bharatchandra Ray (1753).

## Historia
El grupo ahora conocido como Mahishya fue originalmente conocido como Kaibartas o Kaivartas. Desde el siglo VIII hasta el XIII, hay numerosos ejemplos de Kaivartas ocupando puestos de administradores y oficiales legales. Durante el régimen Pala, muchos Kaivartas, alternando con muchos Brahmins, actuaron como ministros en las cortes reales. En el siglo XI, en una rebelión hostil, Divya, originalmente un jefe feudal (Samanta), mató a Mahipala II, tomó Varendra y estableció un régimen allí. Durante un corto tiempo, Varendra se inclinó ante la supremacía de tres reyes Kaivarta: Divya, Rudok y Bhima. Según la historiadora Romila Thapar, esta es quizás la primera rebelión campesina en la historia de la India. Durante su gobierno, Bhima desposeyó a los beneficiarios brahmanes y otros y les impuso impuestos, y priorizó los intereses de los campesinos. Durante los siglos XI y XII, algunos Kaivartas estaban versados en Sánscrito y compusieron poesía.
A finales del siglo XIX, los estudiosos parecían diferir sobre el rango de los Mahishya en la sociedad bengalí. El sanscritista y anticuario Rajendralal Mitra sugirió que los Mahishya podrían ser una casta de pequeños agricultores sin acceso a la educación moderna. Sin embargo, Jogendranath Bhattacharya, Presidente del colegio de pandits de Nadia y autor de la importante obra de 1896 "Castas y Sectas Hindúes", señaló que en las subdivisiones de Tamluk y Contai de Midnapore, donde eran numerosos y la población de castas altas pequeña, los Kaivartas podían ser considerados entre la aristocracia local, y en otros distritos su posición estaba justo después de los Kayasthas. El movimiento Mahishya a finales del siglo XIX fue impulsado por individuos exitosos que habían aprovechado nuevas oportunidades en el comercio, la educación y las profesiones, a menudo en contraste con los samajpatis tradicionales (líderes sociales terratenientes) que a veces se oponían al movimiento. Hasta entonces, estos diversos individuos eran generalmente identificados como Chasi-kaibartta. La población Chasi-kaibartta, particularmente dominante en las partes orientales y meridionales del distrito de Midnapore, estableció una poderosa posición en la economía agraria al reclamar tierras, ocupando diversas estratos, desde zamindares y jotedares hasta pequeños campesinos. Varias familias cuasi reales prominentes de la división de Medinipur, incluyendo la familia Raj de Tamluk, la familia Raj de Kajlagarh, y la familia Raj de Moyna, se identifican como Mahishya.
En distritos como el distrito de Dhaka, las clases altas y medias de Mahishya (también conocidos como Parasar Das o Halik Das) eran notables zamindares y terratenientes importantes desde la época del gobierno musulmán. En otros distritos como Burdwan, Hooghly, Nadia, los 24 Parganas, y áreas orientales como Faridpur, ocupaban posiciones importantes en la agricultura, siendo algunos terratenientes importantes, comerciantes de granos y campesinos propietarios. Importantes familias terratenientes en Calcuta como la familia Marh en Janbazar y la familia Mondal de Bawali también eran Mahishya. En áreas urbanas, un contingente sustancial de Mahishya se dedicó al comercio, la manufactura y profesiones como la abogacía.
Mientras que muchos Mahishya continúan el trabajo agrario tradicional en áreas rurales, en una generación, un gran número transitó de la agricultura a la ingeniería y la mano de obra calificada en las áreas urbanizadas de Howrah y Kolkata. En Howrah, los Mahishya son los empresarios más numerosos y exitosos. A principios del siglo XX, gran parte de la tierra y las fábricas eran propiedad de Kayasthas; pero en 1967, la comunidad Mahishya poseía el 67 por ciento de las empresas de ingeniería en el distrito.

## Papel en el Movimiento Independentista
Digambar Biswas y Bishnu Charan Biswas, pequeños zamindares y prestamistas del distrito de Nadia, organizaron a los campesinos de Nadia y Jessore, y formaron un ejército de Lathiyals y lanceros. Lideraron la Revuelta del Añil en la región y pagaron las deudas de los campesinos después de la rebelión. Ex empleados descontentos de fábricas de añil, jefes de aldea (Mandals), y también miembros de otras comunidades campesinas participaron en gran medida en esta rebelión contra los plantadores europeos.
Los Mahishya desempeñaron un papel destacado en el movimiento nacionalista. Deshapran Birendranath Sasmal lideró a los Mahishya contra los impuestos del consejo de unión en 1919, que más tarde se fusionó con el movimiento de no cooperación en Midnapore. Durante el Movimiento de desobediencia civil, los Mahishya prepararon el camino para futuras acciones que llevaron a la virtual ruptura de la administración británica en las áreas de Tamluk y Contai.
Para la década de 1940, los Mahishya eran la columna vertebral del movimiento nacionalista militante liderado por el Congreso Nacional Indio en Midnapore y el Bengala Meridional en su conjunto. De hecho, la mayoría de los líderes y soldados de a pie del Movimiento Quit India en Midnapore eran Mahishya. Habían establecido un gobierno paralelo Tamralipta Jatiya Sarkar en Tamluk que funcionó durante casi dos años (1942-44). Tenía su propio ejército, judicatura y departamento de finanzas. Biplabi, el portavoz del gobierno nacional paralelo en Midnapore, fue publicado posteriormente en inglés.
Matangini Hazra, cuyo apellido de soltera era 'Maiti' o 'Maity' y que estaba conectada con esta comunidad, fue una destacada mártir durante el Movimiento Quit India.

## Estatus Varna
El sistema tradicional de Varna en Bengala a veces se ha caracterizado por una división primaria entre Brahmins y no-Brahmins, con muchos grupos no-Brahmin, incluyendo aquellos con reivindicaciones históricas de estatus Kshatriya y Vaishya, siendo ampliamente categorizados bajo el término general Shudra en ciertas clasificaciones. Es importante notar en este contexto que el sistema de castas bengalí a menudo clasificaba a todos los no-Brahmins bajo el término general de Shudra, incluyendo a Vaishyas y Kshatriyas. Sin embargo, los Mahishya han afirmado consistentemente un estatus distinto y superior. Desde el punto de vista escritural, como se señaló anteriormente, textos como el Yājñavalkya Smṛti, el Gautama Dharmasutra y el Brahma Vaivarta Purana describen al Mahishya (o Kaivarta, históricamente asociado con el grupo) como originario de la unión de un padre Kshatriya y una madre Vaishya. Históricamente, la comunidad buscó activamente reconocimiento acorde a este origen, reclamando estatus Vaishya en el censo de 1901 y estatus Kshatriya o Mahishya Kshatriya en el censo de 1931. Académicos como Swapan Dasgupta apoyan su reivindicación de una procedencia Kshatriya, señalando su historia como milicia campesina, trazando paralelismos con grupos como los Khandaits de Orissa. El estatus Varna específico de los Mahishya ha sido objeto de discusión académica. Es importante señalar que la comunidad Mahishya es distinta del grupo Jalia Kaibarta, que están tradicionalmente asociados con la pesca y se clasifican por separado.
A pesar de su prominencia histórica y autoidentificación con varnas superiores, ciertas clasificaciones por la administración colonial, como la inclusión de 'Chasi-Kaibarta' en la lista de "clases deprimidas" de 1921, fueron fuertemente rechazadas por sectores acomodados y ascendentes de la comunidad, quienes veían tales clasificaciones como perjudiciales para su afirmación de estatus de "casta hindú alta". Más tarde, en 1946, enfrentando desventajas percibidas, una asociación de casta buscó facilidades especiales identificándose como castas "intermedias y deprimidas", destacando su exclusión de oportunidades, un movimiento que refleja una maniobra política estratégica más que una aceptación general de un estatus bajo.
En el contexto moderno, si bien la Comisión Mandal incluyó a 'Chasi-Kaibarta' y 'Mahishya' en la lista de 177 "clases atrasadas" para el estado de Bengala Occidental, el estatus ha sido complejo. La comisión Sen distinguió entre 'Chasi-Kaibarta' (identificados como atrasados) y 'Mahishya' (no identificados como atrasados). Actualmente, el estatus de OBC está disponible para aquellos documentados como 'Chasi-Kaibarta'. El grupo Mahishya en su conjunto permanece en la categoría General,</ref> constituyendo la casta más grande en Bengala Occidental.
Basándose en sus orígenes escriturales, prominencia histórica como gobernantes y terratenientes, éxito económico tanto en el sector agrario como industrial, influencia política significativa, posición social y clasificación moderna principalmente dentro de la categoría General, los Mahishya son ampliamente considerados una casta de clase media-alta en la jerarquía social hindú bengalí.

## Condición Socioeconómica
Aunque muchos todavía están involucrados en trabajos tradicionales en áreas rurales, en una generación, un gran número de Mahishya abandonaron la agricultura en favor de la ingeniería y la mano de obra calificada en las áreas urbanizadas de Howrah y Kolkata. En Howrah, los Mahishya son los empresarios más numerosos y exitosos. A principios del siglo XX, gran parte de la tierra y las fábricas eran propiedad de Kayasthas; pero en 1967, la comunidad Mahishya poseía el 67 por ciento de las empresas de ingeniería en el distrito. Por ejemplo, cuando tuvo lugar la batalla entre Subhas Chandra Bose y Birendranath Sasmal por el puesto de jefe ejecutivo de la Corporación Municipal de Calcuta, que entonces dominaba la vida política de Bengala, Bose salió hábilmente victorioso. Aunque Chittaranjan Das había propuesto originalmente recompensar los servicios de Sasmal ofreciéndole el puesto, pronto se echó atrás cuando descubrió que la elección ofendería a la camarilla Kayastha de la ciudad. Uno de ellos llegó a comentar: '¿Vendrá un keot de Midnapur a gobernar en Calcuta?' Sasmal le hizo a su mentor Das dos preguntas en una reunión del Comité Provincial del Congreso de Bengala (BPCC): '(1) Subhas Bose había sido elegido miembro y su hermano Sarat Bose concejal de la Corporación de Calcuta por el partido Swaraj. ¿Por qué el BPCC se empeñaba en establecer el dominio de una familia sobre la Corporación? (2) En el puesto ejecutivo más alto de la Corporación, se proponía que se le pasara por alto y se nombrara a otro hombre. ¿Era esto porque se le menospreciaba por su baja casta?' Das expresó molestia con la primera pregunta y dio una respuesta inadecuada a la segunda que no satisfizo a Sasmal. Sasmal dejó el BPCC en total humillación y enojo, y se dedicó a su práctica legal y a su control de la política local en Contai y Midnapore.
A pesar del éxito financiero, social y político de los Mahishya, a veces han enfrentado desafíos sociales. Históricamente asociados con raíces agrarias, la comunidad no ha sido reacia al trabajo manual, un rasgo a veces visto de manera diferente por secciones de castas tradicionalmente "superiores". Esta dinámica se ilustra con instancias de resistencia enfrentadas por prominentes Mahishya al navegar esferas urbanas y políticas previamente dominadas por otros grupos.
Durante la década de 1980, hubo una falta de voluntad política por parte del gobierno de Bengala Occidental para reconocer las castas atrasadas en el estado. La Comisión Mandal incluyó tanto a Chasi-Kaibarta como a Mahishya en la lista de 177 "clases atrasadas" para el estado de Bengala Occidental. Desde 1989, después de que las propuestas de la comisión entraran en vigor, una sección entre los Mahishya de clase media-baja y baja montó una campaña de baja intensidad por el estatus OBC. Sin embargo, fue rechazada por algunos individuos de sectores acomodados, quienes incluso acudieron a los tribunales contra esta iniciativa. A finales de la década de 1990, la comisión Sen llegó a la conclusión de que Chasi-Kaibarta constituía una clase atrasada y que Mahishya como tal no era una clase atrasada en el estado. A principios de la década de 2000, se otorgó el estatus de OBC a los Chasi-Kaibarta. Cualquiera que pudiera presentar documentos que demostraran que pertenecía a la casta Chasi-Kaibarta era elegible para el estatus de OBC entonces. Desde principios de la década de 2010, los más acomodados entre los Mahishya también han estado haciendo campaña por el estatus de OBC para la casta en su conjunto, pero el grupo llamado Mahishya todavía pertenece a la categoría General y sigue siendo la casta más grande de Bengala Occidental.
A finales del siglo XII, Partha Chatterjee consideraba a los Mahishya como el grupo 'de casta media' más importante en el suroeste de Bengala, donde son muy numerosos, incluyendo los distritos de Midnapore, 24 Parganas, Hooghly, Howrah; mientras que Beech y Beech los reconocían como la casta dominante en la parte sur de los dos primeros distritos. Nadia y Murshidabad son otros dos distritos donde los Mahishya son la casta numéricamente más dominante.